# Polinomis d'Abel
En matemàtiques, els polinomis d'Abel formen una successió polinòmica, l’n-èsim terme de la qual és de la forma
{\displaystyle p_{n}(x)=x(x-an)^{n-1}.}
La successió rep el nom de Niels Henrik Abel (1802-1829), un matemàtic noruec.
Aquesta successió polinòmica és de tipus binomial; a la inversa, cada successió polinòmica de tipus binomial es pot obtenir a partir de la successió d'Abel en el càlcul umbral.

## Exemples
Per a=1, els polinomis són (successió A137452 a l'OEIS)
{\displaystyle p_{0}(x)=1;}
{\displaystyle p_{1}(x)=x;}
{\displaystyle p_{2}(x)=-2x+x^{2};}
{\displaystyle p_{3}(x)=9x-6x^{2}+x^{3};}
{\displaystyle p_{4}(x)=-64x+48x^{2}-12x^{3}+x^{4};}
Per a=2, els polinomis són
{\displaystyle p_{0}(x)=1;}
{\displaystyle p_{1}(x)=x;}
{\displaystyle p_{2}(x)=-4x+x^{2};}
{\displaystyle p_{3}(x)=36x-12x^{2}+x^{3};}
{\displaystyle p_{4}(x)=-512x+192x^{2}-24x^{3}+x^{4};}
{\displaystyle p_{5}(x)=10000x-4000x^{2}+600x^{3}-40x^{4}+x^{5};}
{\displaystyle p_{6}(x)=-248832x+103680x^{2}-17280x^{3}+1440x^{4}-60x^{5}+x^{6};}